# Trébole (álbum de Rocío Dúrcal)
Trébole es el álbum debut de la cantante y actriz española Rocío Dúrcal lanzado al mercado en el año 1964 por la filial española del sello discográfico Philips Records. Este álbum se publicó junto con la película "La chica del trébol" o más conocida en España como "La Cenicienta Del Barrio"  estrenada el 18 de noviembre de 1963, dirigida por Sergio Grieco y protagonizada por Rocío Dúrcal y por el italiano Fabrizio Moroni.
También fue lanzado en formato EP la edición Banda sonora original De La Película, titula de igual modo "La chica del trébol", en la cual incluía solo 4 temas musicales.

## Lista de temas
|     | Título                                    | Autor(es)                          | Duración |
| --- | ----------------------------------------- | ---------------------------------- | -------- |
| 1.  | Trébole                                   | Rafael De León / Augusto Algueró   | 2:22     |
| 2.  | Tilín, Tilín                              | Antonio Guijarro / Augusto Algueró | 3:10     |
| 3.  | Qué Ilusión                               | Antonio Guijarro / Augusto Algueró | 2:12     |
| 4.  | Hay Tantos Chicos                         | Antonio Guijarro / Augusto Algueró | 2:53     |
| 5.  | Alegrías De Rocío (Rocío de la Mancha)    | Antonio Guijarro / Augusto Algueró | 1:30     |
| 6.  | Canción De San Roque (Rocío de la Mancha) | Antonio Guijarro / Augusto Algueró | 1:46     |
| 7.  | Camino De La Felicidad                    | Antonio Guijarro / Augusto Algueró | 2:22     |
| 8.  | Mucho Más                                 | Antonio Guijarro / Augusto Algueró | 2:24     |
| 9.  | Tu Carita                                 | Antonio Paso / Augusto Algueró     | 3:11     |
| 10. | Los Piropos De Mi Barrio                  | Antonio Guijarro / Moraleda        | 3:34     |
| 11. | Viva Buffalo Bill (Rocío de la Mancha)    | Antonio Guijarro / Augusto Algueró | 3:04     |
| 12. | Mi Señora Dulcinea (Rocío de la Mancha)   | Antonio Guijarro / Augusto Algueró | 2:58     |

## Edición banda sonora de la película
La Chica Del Trébol 
|    | Título                   | Autor(es)                                  | Duración |
| -- | ------------------------ | ------------------------------------------ | -------- |
| 1. | Trébole                  | Rafael De León / Augusto Algueró           | 2:22     |
| 2. | Los Piropos De Mi Barrio | Antonio Guijarro / Moraleda                | 3:34     |
| 3. | Tilín, Tilín             | Antonio Guijarro / Augusto Algueró         | 3:10     |
| 4. | Tu Carita                | Antonio Paso / Augusto Algueró / Misselvia | 3:11     |